# 3301 Jansje
A 3301 Jansje (ideiglenes jelöléssel 1978 CT) a Naprendszer kisbolygóövében található aszteroida. Perthi Obszervatórium fedezte fel 1978. február 6-án.